# Kamaldeen Sulemana
Kamaldeen Sulemana (* 15. Februar 2002 in Techiman), auch geschrieben als Kamal-Deen oder Kamal Deen Sulemana, ist ein ghanaischer Fußballspieler, der seit Juli 2025 beim italienischen Erstligisten Atalanta Bergamo unter Vertrag steht.

## Karriere
Kamaldeen Sulemana entstammt der Right to Dream Academy in Ghana und schloss sich im Frühjahr dem dänischen Partnerverein FC Nordsjælland an, wo er am 15. Februar 2020, seinem 18. Geburtstag einen Fünfjahresvertrag unterzeichnete. Sein Debüt in der höchsten dänischen Spielklasse bestritt er am 23. Februar 2020 (22. Spieltag) beim 2:1-Heimsieg gegen SønderjyskE, als er in der 61. Spielminute für Mohammed Diomande eingewechselt wurde. In den nächsten Ligaspielen wurde der Flügelspieler regelmäßig eingesetzt und am 29. Mai (25. Spieltag) traf er beim 2:0-Auswärtssieg gegen den Silkeborg IF erstmals. Am 17. Juli 2020 (34. Spieltag) erzielte er bei der 3:6-Auswärtsniederlage gegen den vorzeitigen Meister FC Midtjylland einen Doppelpack. Bis zum Ende der Saison absolvierte er 13 Ligaspiele, in denen er vier Tore verzeichnen konnte. In der folgenden Spielzeit gehörte er zu den Leistungsträgern, traf dort in 29 Partien zehn Mal und kam auch zu seinem Debüt in der ghanaischen A-Nationalmannschaft. Anschließend wurde er im Sommer 2021 vom französischen Erstligisten Stade Rennes unter Vertrag genommen. Dort verblieb der Spieler bis Januar 2023, als er für 25 Millionen Euro Ablöse zum FC Southampton wechselte.
Nach zweieinhalb Jahren bei Southampton folgte im Juli 2025 der Wechsel zu Atalanta Bergamo in die Serie A.